# Bilanzrecht (Deutschland)
Unter Bilanzrecht versteht man alle Rechtsnormen und Rechtsprechung, die sich mit Fragen des Rechnungswesens, der Buchführung und Bilanzierung in Unternehmen befassen.

## Allgemeines
Das Bilanzrecht hat die Harmonisierung der Bilanzierung zum Ziel, wodurch Unternehmen der verschiedensten Wirtschaftszweige eine einheitliche Bilanz und Gewinn- und Verlustrechnung aufzustellen haben. Dies trägt zum Gläubigerschutz bei, ermöglicht Betriebsvergleiche und erleichtert die Bilanzanalyse. Es sorgt dafür, dass dieselben Geschäftsvorfälle in verschiedenen Unternehmen derselben Bilanzposition zugeordnet werden, einheitliche Bewertungsvorschriften für Vermögen und Schulden gelten, durch Bilanzstichtage eine Normierung der Perioden- und Rechnungsabgrenzung erfolgt und eine einheitliche Gewinnermittlung vorgenommen wird.

## Rechtsnormen und Rechtsprechung
Teilweise ungeschriebene Regeln enthalten die Grundsätze ordnungsmäßiger Buchführung, deren ungeschriebener Teil Gewohnheitsrecht sein kann. Handelsrechtliche Gesetznormen sind das Handelsgesetzbuch (§§ 238 bis § 342a HGB), Aktiengesetz (§§ 150 ff. AktG) oder Publizitätsgesetz, steuerrechtliche insbesondere das Einkommensteuergesetz. Darüber hinaus sind Rechnungslegungsstandards zu beachten wie die des Deutschen Rechnungslegungs Standards Committee (DRSC) und die vom International Accounting Standards Board herausgegebenen International Financial Reporting Standards (IFRS). Auch die Rechtsprechung des Bundesgerichtshofs (BGH) und Bundesfinanzhofs (BFH) kommen als Rechtsquellen in Frage.
Wichtige bilanzrechtliche Bilanzierungsgrundsätze sind die Bilanzwahrheit, Bilanzkontinuität und Bilanzklarheit sowie das Vorsichts-, das Fortführungs- und das Niederstwert- und Höchstwertprinzip.

## Geschichte
Erste bilanzrechtliche Vorschriften enthielt das im Mai 1861 in Kraft getretene Allgemeine Deutsche Handelsgesetzbuch (ADHGB). Die Buchführungspflicht ergab sich aus Art. 28 ADHGB, einzelne Bilanzpositionen erwähnte bereits Art. 29 ADHGB, die Unterzeichnungspflicht der Bilanz durch den Kaufmann schrieb Art. 30 ADHGB vor. Da durch diese handelsrechtlichen Vorschriften die Vielfalt von Einzelsachverhalten nicht detailliert geregelt werden konnte, hat der Gesetzgeber erstmals im Mai 1897 den unbestimmten Rechtsbegriff der „Grundsätze ordnungsmäßiger Buchführung“ (GoB) in das reformierte HGB eingebracht. Dort wurden häufig die GoB zitiert; nach § 38 Abs. 1 HGB a. F. hatte der Kaufmann in den Büchern seine Handelsgeschäfte und die Lage seines Vermögens nach den GoB ersichtlich zu machen. Auch das heutige HGB verzichtet nicht auf die Einbeziehung der GoB (§§ 238 Abs. 1 HGB, § 243 Abs. 1 HGB). Durch das Maßgeblichkeitsprinzip gab es eine Verknüpfung zwischen Steuer- und Handelsrecht, es erschien erstmals im Einkommensteuergesetz (EStG) vom März 1920 in § 33 Abs. 2 EStG a. F. Das EStG in der Fassung vom August 1925 schrieb in § 13 EStG a. F. ausdrücklich eine Gewinnermittlung nach GoB vor. Das erste deutsche Aktiengesetz vom Oktober 1937 brachte Spezialvorschriften für AG und KGaA. Der Reichsfinanzhof (RFH) betonte im März 1938, dass für den Einzelkaufmann und die OHG keinesfalls strengere Regeln gelten könnten, „als sie das den Gläubigerschutz besonders wahrende Recht der AG aufstellt“.
Das bisher in zahlreichen Einzelgesetzen verstreute Bilanzrecht erfuhr durch das BiRiLiG im Dezember 1985 eine Zusammenfassung. Außerdem transformierte es die 4., 7. und 8. EG-Richtlinie und reformierte damit umfassend das seit Januar 1900 geltende Bilanzrecht des HGB. Faktisch entstand hierdurch ein Rechnungslegungsgesetz für alle Unternehmen. Hauptanliegen war ein einheitliches Rechnungslegungsrecht vom Einzelkaufmann bis zum multinationalen Konzern. Im Mai 2009 trat das Bilanzrechtsmodernisierungsgesetz (BilMoG) in Kraft. Dadurch sollte zum einen die Informationsfunktion des Jahresabschlusses gestärkt werden, zum anderen sollte vor allem mittelständischen Unternehmen eine einfachere und kostengünstigere Alternative zu den IFRS zur Verfügung gestellt werden. Mit dem Bilanzrichtlinie-Umsetzungsgesetz traten im Juli 2015 die Vorgaben der EU-Richtlinie 2013/34/EU in deutsches Recht in Kraft. Es brachte insbesondere eine stärkere Systematisierung der Rechnungslegung, vor allem der Anhangberichterstattung. Zudem wurden die handelsrechtlichen Größenkriterien angepasst, bei deren Umsetzung sich der nationale Gesetzgeber für eine Ausnutzung der Höchstgrenzen entschieden hat (§§ 267 ff. HGB).

## Regelungsumfang
Die Vorschriften des HGB über das Bilanzrecht gelten nur für Kaufleute. Gewöhnliche Vereine, Freiberufler, Grundstücksgesellschaften oder öffentliche Betriebe sind ihnen nicht unterworfen; letztere orientieren sich ohne Rechtspflicht am Bilanzrecht. Für alle Nichtkaufleute gelten nur die steuerrechtlichen Buchführungs- und Bilanzierungsvorschriften (§§ 140 ff. AO, § 4, § 5 EStG). Zur Aufstellung einer Bilanz sind sie in der Regel nicht verpflichtet.
Das dritte Buch des HGB teilt sich in sechs Abschnitte auf:
1. Vorschriften für alle Kaufleute
2. Ergänzende Vorschriften für Kapitalgesellschaften sowie bestimmte Personengesellschaften
3. Ergänzende Vorschriften für eingetragene Genossenschaften
4. Ergänzende Vorschriften für Unternehmen bestimmter Wirtschaftszweige (Kreditinstitute, Finanzdienstleistungsinstitute, Versicherungen und Pensionsfonds)
5. Privates Rechnungslegungsgremium, Rechnungslegungsbeirat
6. Prüfstelle für Rechnungslegung

Der erste Abschnitt regelt die Buchführung und den Inhalt des Jahresabschlusses, wobei die Form des Jahresabschlusses zur freien Wahl des Kaufmanns steht. Nur bei Gesellschaften, hinter denen keine natürliche Person als haftender Gesellschafter steht, werden – vor allem zum Schutz der Gläubiger – strengere Formvorschriften angelegt (Abschnitt 2). Die Gliederung der einzelnen Bilanzpositionen wird für die Jahresabschlüsse dieser Unternehmen standardisiert, damit der Jahresabschluss sich einem außenstehenden Betrachter leichter erschließt. Je nach Größenklasse sind die einzelnen Gliederungspositionen mehr oder weniger aufzuschlüsseln.
Der Jahresabschluss mittelgroßer und großer Unternehmen ist einer Jahresabschlussprüfung zu unterwerfen, bei der die Einhaltung der Vorschriften des Bilanzrechts geprüft wird. Bei Konzernunternehmen sind die Einzelabschlüsse zu einem Konzernabschluss zu konsolidieren. Die Abschlüsse sind offenzulegen, so dass jeder Interessierte Einsicht nehmen kann. In einem separaten Gesetz, dem Publizitätsgesetz, ist die Publizitätspflicht von Unternehmen geregelt, die wegen ihrer außerordentlichen Größe trotz einer natürlichen Person als Haftungsobjekt ihren Jahresabschluss offenlegen müssen.
Weitere Vorschriften hat der Gesetzgeber für Unternehmen geschaffen, deren Stakeholder besonderen Schutzes bedürfen, namentlich für Kreditinstitute und Versicherungsunternehmen (Abschnitt 4).

## Regelungsinhalt
Das deutsche Bilanzrecht orientiert sich auch hinsichtlich des vorgeschriebenen Inhalts der Bilanz am Gläubigerschutz als oberstem Prinzip. Das Vorsichtsprinzip aus § 252 Abs. 1 Nr. 4 HGB und seine Ausprägungen, namentlich das Realisationsprinzip, das Niederstwertprinzip, das Imparitätsprinzip und das Wertaufhellungsprinzip ziehen sich durch den ganzen ersten Abschnitt des dritten Buches des HGB. Demgegenüber sind andere Bilanzrechtsordnungen, etwa die des angelsächsischen Raumes, bemüht, in der Bilanz den geschätzten aktuellen Wert des Unternehmens möglichst genau wiederzugeben.

## Befreiende Wirkung von IFRS-Konzernabschlüssen
Unternehmen, deren Eigen- oder Fremdkapitalinstrumente an geregelten Wertpapiermärkten gehandelt werden (sog. kapitalmarktorientierte Unternehmen) müssen seit 2005 ihren Konzernabschluss nach International Financial Reporting Standards aufstellen. Die Erstellung und Offenlegung eines HGB-Konzernabschlusses ist dann nicht mehr notwendig (vgl. § 291 HGB). Die Rechnungslegungsvorschriften des HGB sind damit für solche Abschlüsse suspendiert.

## Personen- und Kapitalgesellschaften
Charakteristisch für das deutsche Bilanzrecht ist die handelsrechtliche Trennung nach Personen- und Kapitalgesellschaften. Während bei den unbeschränkt haftenden Rechtsformen (Offene Handelsgesellschaft (OHG), Komplementäre der Kommanditgesellschaft, Einzelkaufmann) weniger strenge Reglementierungen hinsichtlich des Eigenkapitals vorhanden sind, gibt es bei Kapitalgesellschaften (Aktiengesellschaft, Kommanditgesellschaft auf Aktien, Gesellschaft mit beschränkter Haftung oder Genossenschaft) detailfreudige Eigenkapital- und Ausschüttungsnormen. Grund ist, dass nach dem Trennungsprinzip im deutschen Gesellschaftsrecht für die Verbindlichkeiten einer Kapitalgesellschaft den Gläubigern gegenüber im Regelfall nur das Gesellschaftsvermögen haftet, nicht jedoch wie bei Personengesellschaften auch das Privatvermögen ihrer Gesellschafter. Das hatte zur Folge, dass sich der Gesetzgeber bei Kapitalgesellschaften umfassend mit der Abgrenzung zwischen Eigen- und Fremdkapital auseinandersetzte.

## Entwicklung
Bereits seit längerem ist eine Annäherung des deutschen Bilanzrechts an internationale (angelsächsische) Standards der Rechnungslegung, konkret die IFRS zu beobachten. Für die Zukunft wird beabsichtigt, die Rechnungslegungsvorschriften auf europäischer und internationaler Ebene zu vereinheitlichen, um der Globalisierung, insbesondere der Internationalisierung der Kapitalmärkte, Rechnung zu tragen. Auf längere Sicht könnte damit das deutsche Handelsbilanzrecht weiter an internationale Standards angenähert werden oder irgendwann ganz durch die IFRS ersetzt werden.
Problematisch ist insoweit die derzeit noch vorhandene Maßgeblichkeit der Handels- für die Steuerbilanz.